# Лилидејл (Минесота)
Лилидејл (енгл. Lilydale) град је у америчкој савезној држави Минесота.

## Демографија
По попису из 2010. године број становника је 623, што је 71 (12,9%) становника више него 2000. године.
| Група             | 2000.       | 2010.       |
| Белци             | 519 (94,0%) | 593 (95,2%) |
| Афроамериканци    | 4 (0,7%)    | 8 (1,3%)    |
| Азијати           | 10 (1,8%)   | 14 (2,2%)   |
| Хиспаноамериканци | 12 (2,2%)   | 5 (0,8%)    |
| Укупно            | 552         | 623         |